# Canadian Rugby Championship 2010
Canadian Rugby Championship 2010 – druga edycja najwyższej klasy rozgrywkowej w męskim rugby union w Kanadzie. Zawody odbywały się w dniach 7 sierpnia–18 września 2010 roku.

## Informacje ogólne
Podobnie jak rok wcześniej, cztery uczestniczące drużyny rywalizowały systemem kołowym, następnie zaś dwie najlepsze po fazie grupowej zespoły spotkały się w finale tych rozgrywek. Rozkład gier został opublikowany w grudniu 2009 roku, składy natomiast pod koniec lipca 2010 roku.
W finałowym pojedynku transmitowanym przez CBC drużyna Atlantic Rock pokonała zespół Prairie Wolf Pack 19–8.

## Faza grupowa
| 7 sierpnia 201015:00 | Atlantic Rock | 33:0 | Ontario Blues | Swilers Rugby Complex, St. John’s |
| 7 sierpnia 201015:00 |               | 33:0 |               | Swilers Rugby Complex, St. John’s |

| 14 sierpnia 201018:30 | Prairie Wolf Pack | 41:6 | BC Bears | Calgary Rugby Park, Calgary |
| 14 sierpnia 201018:30 |                   | 41:6 |          | Calgary Rugby Park, Calgary |

| 21 sierpnia 201015:00 | BC Bears | 12:34 | Atlantic Rock | Klahanie Park, Vancouver |
| 21 sierpnia 201015:00 |          | 12:34 |               | Klahanie Park, Vancouver |

| 21 sierpnia 201018:00 | Prairie Wolf Pack | 15:13 | Ontario Blues | Calgary Rugby Park, Calgary |
| 21 sierpnia 201018:00 |                   | 15:13 |               | Calgary Rugby Park, Calgary |

| 4 września 201015:00 | Atlantic Rock | 27:23 | Prairie Wolf Pack | Swilers Rugby Complex, St. John’s |
| 4 września 201015:00 |               | 27:23 |                   | Swilers Rugby Complex, St. John’s |

| 4 września 201016:30 | Ontario Blues | 55:20 | BC Bears | Sherwood Forest Park, Burlington |
| 4 września 201016:30 |               | 55:20 |          | Sherwood Forest Park, Burlington |

## Finał
| 18 września 201015:30 | Atlantic Rock | 19:8 | Prairie Wolf Pack | Swilers Rugby Complex, St. John’s |
| 18 września 201015:30 |               | 19:8 |                   | Swilers Rugby Complex, St. John’s |